# La Foire aux illusions (film, 1933)
Pour les articles homonymes, voir La Foire aux illusions.
Pour plus de détails, voir Fiche technique et Distribution.
La Foire aux illusions (State Fair) est un film américain pré-code réalisé par Henry King, sorti en 1933.
Il s’agit de la première adaptation cinématographique du roman à succès éponyme écrit un an plus tôt par Phil Stong. Deux autres versions seront tournées en 1945 et 1962.
Le film est inscrit depuis 2014 au National Film Registry pour être conservé à la Bibliothèque du Congrès des États-Unis en raison de son « importance culturelle, historique ou esthétique ».

## Synopsis
Un fermier de l'Iowa et sa famille se rendent à la foire annuelle de Des Moines, la capitale de l'Iowa. Ses enfants y trouveront l'amour, avec plus ou moins de bonheur.

## Fiche technique
- Titre : La Foire aux illusions
- Titre original : State Fair
- Réalisation : Henry King
- Scénario : Sonya Levien, Paul Green (en) et (non crédité) Frank Craven, d'après le roman homonyme de Philip Stong (en) (1932)
- Direction artistique : Duncan Cramer (en)
- Photographie : Hal Mohr
- Montage : R. W. Bischoff
- Costumes : Rita Kaufman
- Son : A. L. Von Kirbach
- Musique : Louis De Francesco
- Production : Winfield R. Sheehan
- Société de production : Fox Film Corporation
- Société de distribution : Fox Film Corporation
- Pays d'origine :  États-Unis
- Langue : anglais
- Format : Noir et blanc - 35 mm - 1,37:1 - Son Mono (Western Electric System)
- durée : 97 minutes
- Genre : Comédie dramatique, romance
- Dates de sortie : 
  - États-Unis : 26 janvier 1933 (Première à New-York)
  - France : 5 mai 1933

## Distribution
- Janet Gaynor : Margy Frake
- Will Rogers : Abel Frake
- Lew Ayres : Pat Gilbert
- Sally Eilers : Emily Joyce
- Norman Foster : Wayne Frake
- Louise Dresser : Melissa Frake
- Victor Jory : Hoop Toss Barker
- Frank Craven : Un commerçant
- Harry Holman : Professeur Tyler Cramp
- Doro Merande (non créditée) : une relation de Mme Metcalfe

## Commentaires
- Le film a été nommé aux Oscars du cinéma dans la catégorie du meilleur film.
- Tourné avant le code de censure Hayes, le film comporte des scènes qui ont été coupées quelques années plus tard, lors de l’application du code en 1934. Bien que les scénaristes aient coupé les descriptions de la liaison sexuelle entre Margy Frake et le reporter, ils ont conservé la description de la séduction du fils par la trapéziste. Les moralistes ont été particulièrement offensés par la scène dans laquelle on entend la conversation hors écran entre Norman Foster et Sally Eilers, tandis que la caméra montre un lit froissé et un déshabillé au sol[2].

## Distinction
Le film est inscrit en 2014 au National Film Registry pour être conservé à la Bibliothèque du Congrès.